# Acontiopsis crataegi
Acontiopsis crataegi är en svampart som beskrevs av Negru 1961. Acontiopsis crataegi ingår i släktet Acontiopsis och familjen Nectriaceae.   Inga underarter finns listade i Catalogue of Life.